# 铜鼓镇 (酉阳县)
铜鼓镇是中华人民共和国重庆市酉阳土家族苗族自治县下辖的一个镇，原为铜鼓乡，2018年撤乡设镇。行政区划代码为500242116。

## 行政区划
铜鼓镇下辖以下地区：
铜鼓村、幸福村、清和村、官塘村、兴隆村、红井村、李阳村、铜西村、清泉村和车坝村。